# Actinodaphne fragilis
Actinodaphne fragilis är en lagerväxtart som beskrevs av James Sykes Gamble. Actinodaphne fragilis ingår i släktet Actinodaphne och familjen lagerväxter. Inga underarter finns listade i Catalogue of Life.